# Saga (biograf, Göteborg)
Saga, biograf på Sofiagatan 2 i Göteborg, som öppnade 14 mars 1942 och stängde 24 maj 1964. År 1965 köpte Bengt Johansson den nerlagda biografen och 
öppnade en livsmedelsbutik. Den fick namnet Saga hemköp, efter biografen, och blev den första butiken i livsmedelsbutikkedjan Sagabutikerna.